# Marcoux (Alpes-de-Haute-Provence)
Marcoux település Franciaországban, Alpes-de-Haute-Provence megyében. Lakosainak száma 460 fő (2022. január 1.). Marcoux Archail, Le Brusquet, Digne-les-Bains és Draix községekkel határos.

## Népesség
A település népessége az elmúlt években az alábbi módon változott:
| Lakosok száma | 166  | 390  | 414  | 468  | 511  | 499  | 464  | 451  | 449  | 460  |
|               | 1968 | 1982 | 1990 | 2006 | 2013 | 2015 | 2017 | 2019 | 2020 | 2022 |